# 荒賀直哉
荒賀 直哉（あらが なおちか、生没年不詳）は、明治時代の日本の地方官僚、地方政治家。福島県西白河郡長、楢葉郡・標葉郡長を務めた。

## 来歴
庄内藩出身の武士で、鶴岡後田山開墾に従事する。1875年（明治8年）に三島通庸が酒田県令として視察に来たことが縁となり登用される。1882年（明治15年）、三島により村上楯朝、海老名季昌、柴山景綱らとともに福島県庁の一等属に任命される。同年、亀封川尚辰に代わり1883年（明治16年）まで西白河郡長に就任する。
1885年（明治18年）から1886年（明治19年）まで楢葉郡・標葉郡長を務めた。